# Matriz aleatoria
En teoría de la probabilidad y física matemática, una matriz aleatoria es una variable aleatoria en forma de matriz. Muchas propiedades importantes de sistemas físicos pueden representarse matemáticamente como problemas de matrices aleatorias, v.gr. sistemas caóticos o desordenados, sistemas cuánticos de muchos cuerpos, gravedad cuántica bidimensional, transiciones de fase en cromodinámica cuántica etc.

## Introducción
Históricamente, la Teoría de Matrices Aleatorias (RMT por sus siglas en inglés) fue utilizada por Wigner para modelar el Hamiltoniano de un sistema cuántico excitado complejo. La idea básica consistía en describir las propiedades estadísticas de dicho sistema (tales como las fluctuaciones en las resonancias de dispersión en núcleos pesados), a partir de un ensemble de matrices hamiltonianas con elementos aleatorios cuya única restricción era respetar las simetrías inherentes al problema específico. A saber:
1. Sistemas invariantes bajo inversión temporal y con simetría rotacional. El hamiltoniano de un tal sistema puede tomarse real y simétrico: {\displaystyle H_{\mu \nu }=(H^{\dagger })_{\mu \nu }=H_{\nu \mu }} . Esta propiedad es preservada bajo cualquier transformación ortogonal de la base {\displaystyle \{|\nu \rangle \}_{\nu =1}^{N}}, lo que produce elementos matriciales independientes cuando los índices satisfacen {\displaystyle \mu \geq \nu } y, a su vez, una densidad de probabilidad factorizable {\displaystyle P(H_{\mu \nu })\sim P_{1}\prod _{\mu \geq \nu }\mathrm {d} H_{\mu \nu }}, donde {\displaystyle P_{1}=P_{1}(H_{\mu \nu })} es una función invariante bajo el mismo grupo de transformaciones. (Los sistemas cuánticos invariantes bajo inversión temporal y que no tienen invariancia rotacional, pero sí espín entero, también pertenecen a este ensemble).
2. Sistemas sin invariancia bajo inversión temporal ni simetría rotacional. Los hamiltonianos de estos sistemas son hermíticos ({\displaystyle H_{\mu \nu }=(H^{\dagger })_{\mu \nu }}) y esta propiedad, a su vez, es preservada bajo transformaciones unitarias de la base, lo que implica una densidad de probabilidad real en los elementos diagonales y compleja en los supradiagonales: {\displaystyle P(H_{\mu \nu })\sim \prod _{\mu =1}^{N}\mathrm {d} H_{\mu \mu }\prod _{\mu >\nu }\mathrm {d} {\mathfrak {Re}}(H_{\mu \nu })\,\mathrm {d} {\mathfrak {Im}}(H_{\mu \nu })}.
3. Sistemas sin invariancia bajo inversión temporal ni rotacional, de espín semientero. En este caso, la matriz hamiltoniana puede escribirse en términos de cuaterniones.

En cada caso, los índices {\displaystyle \mu ,\nu \in \{1,\dots ,N\}} se refieren a alguna base del espacio de Hilbert correspondiente, cuya dimensión se considera después en el límite {\displaystyle N\longrightarrow \infty }. 

## Los ensembles clásicos
En términos generales, una matriz aleatoria es una función medible:
{\displaystyle {\mathcal {M}}:(\Omega ,{\mathcal {F}},\mathbb {P} )\longrightarrow \left(\mathrm {Mat} (N,\mathbb {K} ),{\mathcal {B}},\mu \right)}
de un espacio de probabilidad al grupo lineal de orden {\displaystyle N}sobre un campo {\displaystyle \mathbb {K} } ( {\displaystyle \mathbb {R} } o {\displaystyle \mathbb {C} }) dotado con la medida de Lebesgue. La terna {\displaystyle \left(\mathrm {Mat} (N,\mathbb {K} ),{\mathcal {B}},{\hat {\mu }}:=\mathbb {P} \circ {\mathcal {M}}^{-1}\right)} es entonces un espacio de probabilidad. De satisfacerse las condiciones del teorema de Radon-Nikodým, la única función {\displaystyle f:\mathrm {Mat} (N,\mathbb {K} )\longrightarrow \mathbb {K} } integrable tal que:
{\displaystyle {\hat {\mu }}(B)=\int _{B}f\,\mathrm {d} \mu \;\;\;\;\;\forall B\in {\mathcal {B}}}
es la densidad de probabilidad de la matriz aleatoria.
Cuando la medida de probabilidad {\displaystyle {\hat {\mu }}} es preservada bajo la acción de un subgrupo {\displaystyle G\leq \mathrm {GL} (N,\mathbb {K} )} del grupo lineal general (dada por {\displaystyle X\mapsto A^{-1}XA\;\;\;\forall A\in G,\;X\in \mathrm {Mat} (N,\mathbb {K} )}), se dice que la matriz {\displaystyle {\mathcal {M}}} es {\displaystyle G-}invariante. Los ensembles clásicos se conforman por todas aquellas matrices aleatorias que son invariantes bajo los grupos clásicos de matrices {\displaystyle \mathrm {O} (N),\mathrm {U} (N),\mathrm {USp} (2N')} (véase grupo lineal especial o grupo unitario especial). En estos casos, la densidad de probabilidad resulta ser Gaussiana:
{\displaystyle f(X)=\exp \left[-a\,\mathrm {tr} \left(X^{2}\right)+b\,\mathrm {tr} \left(X\right)+c\right]}
donde {\displaystyle a>0} y {\displaystyle b,c\in \mathbb {R} }. Por esta razón, a los ensembles clásicos también se les llama Gaussianos: {\displaystyle {\textrm {GOE}}(N),{\textrm {GUE}}(N),{\textrm {GSE}}(2N')}, respectivamente.

## Distribución de valores propios
Si {\displaystyle X} es una matriz aleatoria de un ensemble Gaussiano y {\displaystyle \lambda _{1}\leq \cdots \leq \lambda _{N}:=\max _{i=1,\dots ,N}\{\lambda _{i}\}} son sus eigenvalores ordenados de manera ascendente, entonces éstos tienen como densidad de probabilidad conjunta a la función:
{\displaystyle \varphi _{\beta }(x_{1},\dots ,x_{N})=C_{\beta }\prod _{1\leq i<j\leq N}\left|x_{i}-x_{j}\right|^{\beta }\prod _{i=1}^{N}e^{-\beta x_{i}^{2}/2}}
donde {\displaystyle C_{\beta }} es una constante de normalización y {\displaystyle \beta \in \{1,2,4\}} es el índice de Dyson correspondiente al ensemble Gaussiano particular: ortogonal, unitario o simpléctico, respectivamente. Esta función se anula para los eventos {\displaystyle \{\lambda _{i}=\lambda _{j}\}_{i\neq j}}, lo que se conoce como repulsión entre niveles. Ésta es de mayor intensidad conforme el índice de Dyson es mayor.
En el contexto de los experimentos nucleares, es difícil obtener información directamente de la función {\displaystyle \varphi _{\beta }}. Típicamente, la comparación entre experimentación y teoría sobre las energías se hace ya sea con la función de correlación entre pares de niveles {\displaystyle \lambda _{i}}, o bien con la separación entre niveles contiguos.
Partiendo de la integración de {\displaystyle \varphi _{1}} en el caso {\displaystyle N=2}, suponiendo que las entradas independientes de {\displaystyle H_{\mu \nu }} tienen varianza común {\displaystyle \sigma ^{2}}, y haciendo un cambio a coordenadas polares:
{\displaystyle P_{1}(x_{1},x_{2})\,\mathrm {d} x_{1}\mathrm {d} x_{2}={\frac {r}{2\pi \cdot 4\sigma ^{2}}}\exp \left(-{\frac {r^{2}}{8\sigma ^{2}}}\right)\,\mathrm {d} r\,\mathrm {d} \theta }
Wigner pudo conjeturar, en 1957, que la distribución del espaciamiento {\displaystyle r} entre valores propios contiguos, según el ensemble en cuestión (descrito por {\displaystyle \beta \in \{1,2,4\}}), tenía la forma:
{\displaystyle W_{\beta }(r)=A_{\beta }r^{\beta }\exp \left(-B_{\beta }r^{2}\right)}
donde {\displaystyle A_{\beta },B_{\beta }} son constantes y {\displaystyle r} está expresado en múltiplos del espaciamiento promedio {\displaystyle d}. Éste, a su vez, está dado por el recíproco de la densidad de niveles promedio {\displaystyle \rho =\rho (x)}, que describe la proporción de los {\displaystyle N} valores propios en una región {\displaystyle y}:
{\displaystyle \lim _{N\to \infty }{\frac {\mathbb {E} (S)}{N}}={\frac {1}{2\pi \sigma ^{2}}}\int _{\alpha }^{\beta }{\sqrt {4\sigma ^{2}-y^{2}}}\,\mathbf {1} _{\{|y|<2\sigma \}}\,\mathrm {d} y}
donde {\displaystyle S=S_{(\alpha ,\beta )}(H_{\mu \nu })} es el número de valores propios de {\displaystyle H_{\mu \nu }} en el intervalo {\displaystyle (\alpha {\sqrt {N}},\beta {\sqrt {N}})} (con {\displaystyle \alpha <\beta }) y {\displaystyle \mathbf {1} _{\{|y|<2\sigma \}}\,}indica que los valores propios {\displaystyle \lambda _{i}} tienen una densidad de soporte compacto, con forma semicircular.